# Liste der Monuments historiques in Dompremy
Die Liste der Monuments historiques in Dompremy führt die Monuments historiques in der französischen Gemeinde Dompremy auf.

## Liste der Immobilien
| Bezeichnung    | Beschreibung                                                                                   | Standort                 | Kennzeichnung | Schutzstatus | Datum | Bild           |
| -------------- | ---------------------------------------------------------------------------------------------- | ------------------------ | ------------- | ------------ | ----- | -------------- |
| Mühle          | Massiv- und Fachwerkgebäude, 18. und 19. Jahrhundert; mit Mahlwerk und wasserbaulichen Anlagen | südlich des Ortes (Lage) | PA00078694    | Classé       | 1984  |                |
| Kirche St-Rémi | aus dem 12. und 13. Jahrhundert                                                                | Rue de l’Église (Lage)   | PA00078693    | Classé       | 1916  | weitere Bilder |